# 榊原望
榊原 望（さかきばら のぞみ、4月18日 - ）は、日本の女性声優。アーツビジョン所属。愛知県出身。

## 人物
FM愛知のアナウンサー、演劇研究室「座」、日本ナレーション演技研究所を経て、アーツビジョンに所属。
方言は名古屋弁。趣味・特技はスキューバダイビング、音楽鑑賞、演劇鑑賞　古典芸能鑑賞、語り、海釣り、キャンプ。

## 出演

### テレビアニメ
- ドラえもん（テレビ朝日版第2期）（アナウンサー）
- むしまるQゴールド（ハチの主婦の1人、クモの占い師）
- やっとかめ探偵団（波川康子）

### ナレーション
- 彩雲国物語の世界
- ウッチャンナンチャンのウリナリ!!
- 芸術に恋して
- 五藤光学研究所プラネタリウム
- 知るを楽しむ〜井岸恵子
- 大英国展
- ナニコレ珍百景
- ハンドク!!!
- 魔女たちの22時

### CM
- 日産火災